# Четырёхдневная рабочая неделя
Четырёхдневная рабочая неделя (четырёхдневка) — это соглашение, при котором на рабочем месте или в школе её сотрудники/учащиеся работают/посещают школу в течение четырёх дней в неделю, вместо привычных пяти. Такое распределение рабочих часов может относиться к гибкому рабочему времени и иногда используется для снижения затрат и сверхурочных работ, что видно на примере так называемой «4/10 рабочей недели», где сотрудники работают стандартные 40 часов за четыре дня, то есть 10 часов в день. Профсоюзы в подавляющем большинстве выступают против четырёхдневной рабочей недели, поскольку видят в ней прежде всего попытку ликвидировать завоевания работников, отражённые в законах о восьмичасовом рабочем дне.
Скромные попытки ввести 32-часовую рабочую неделю (четырёхдневную рабочую неделю с восьмичасовым рабочим днём) оставались неосуществимыми за последние[какие?] 80 лет, несмотря на очаговые практики внедрения.

## Описание
Внедрение «четырёхдневки» остаётся неактуальным в рамках современного положения о работе по причине недостаточных преимуществ, которые оно может принести. Несмотря на то что эти преимущества в основном не проверены, они в основном сводятся к увеличению экономии и производительности и к балансу между работой и личной жизнью.

### Преимущества
По идее, работники или студенты, трудящиеся на один день меньше в неделю, получают дополнительное время на занятия хобби, общение с семьёй, сон и улучшают моральный дух, что должно положительно сказываться на их продуктивности.
Кроме того, благодаря тому, что рабочее место или школа используются на один день меньше, эксплуатационные и экологические расходы снижаются для бизнеса и общества.
Четырёхдневка при 32 часах в неделю (вместо 38,4 или 40 часов) может повысить производительность труда на 20 %. Результативность такого распорядка подкрепляется исследованиями, согласно которым, современный человек продуктивен всего около 3 часов в день. Дополнительный выходной способствует снижению выбросов парниковых газов.
Четырёхдневная рабочая неделя даёт предпринимателям во многих отношениях ощутимые выгоды. Ряд из них совпадает с теми преимуществами, которые происходят при переходе на многосменную работу, поскольку переход на 4 рабочих дня обычно не означает прекращение работы предприятия в остальные дни недели. За счёт найма дополнительной рабочей силы предприятие работает по шестидневному графику.
Капитал в большинстве случаев не заинтересован в сокращении рабочей недели, но и увеличение продолжительности рабочего дня до 12-15 часов также экономически невыгодно из-за резкого снижения производительности труда к концу рабочего дня. Образование многодневных периодов свободного времени мало что меняет в существе эксплуатации. Чрезмерная продолжительность рабочего дня вызывает ухудшение физиологического и психологического состояния, и как следствие ведёт к накапливанию усталости, снижению производительности труда.

## История
Впервые четырёхдневная рабочая неделя введена в 1965 году в английской фирме «Roundpay Metal Finishers». Её опыт затем восприняли другие компании, особенно широко внедрена система с 40-часовой рабочей неделей в фирмах США.
В 2008 году в штате Юта (США) администрация начала работать 10 часов в день с понедельника по четверг, рассчитывая сэкономить на электричестве, отоплении, кондиционерах, бензине. Однако в 2011 году законодатели штата отказались от сокращённого графика из-за жалоб граждан и скудных сбережений.
Общеобразовательная школа Гавайев (США) в 2010 году перешла на четырёхдневку, прибавив к учебной занятости по часу и более. Переход осуществлён с целью сократить расходы на транспорт, отопление и внештатных учителей.
В Гамбии 1 февраля 2013 года президент Яйя Джамме объявил о переходе на четырёхдневную рабочую неделю. Рабочее время распределяется с понедельника по четверг с 08:00 до 18:00 часов. Пятница отводится под отдых, молитвы и занятие сельским хозяйством. Этот график был отменён в начале 2017 года новым президентом Адама Бэрроу, который в пятницу сделал рабочий день «полдня».
В 2016 году IT-компания в Румынии сделала понедельник выходным днём. Сократив рабочее время на 20 %, они отметили, что пятницы стали продуктивнее. Дополнительный выходной подарил работникам на 50 % больше свободного времени.
Новозеландская трастовая компания «Perpetual Guardian» по инициативе её руководителя Эндрю Барнса в феврале 2018 года объявила, что с марта переходит на четырёхдневку с сохранением всех выплат, стандартных рабочих часов и отсутствием сверхурочной работы. Оклендский университет и Оклендский технологический университет назвали идею успешной и выигрышной. Позже «Perpetual Guardian» перешла на четырёхдневку на постоянной основе, показав успехи в производительности, повышение уровня вовлечённости клиентов и персонала, снижение уровня стресса и улучшение их баланса между работой и жизнью. Выручка компании сохранилась на прежнем уровне, тогда как затраты сократились из-за снижения потребления электроэнергии. Министр труда Новой Зеландии Й. Лис-Гэлоуи назвал эксперимент впечатляющим. Эксперимент Барнса оказал помощь в ликвидации гендерного разрыва в оплате труда и повышении разнообразия рабочей силы, продемонстрировал выгоду в снижении загрузки дорожного трафика, а также продемонстрировал модель организации рабочего времени, пригодную для будущих специалистов-миллениалов. Несмотря на многие выгоды и успех эксперимента, не все работники «Perpetual Guardian» смогли адаптироваться. Одни признались, что испытывают напряжение, стремясь завершить работу за меньший срок; другие — что скучают в свой дополнительный выходной вдали от работы и коллег.
В Великобритании на рубеже 2018—2019 годов наблюдался всплеск интереса к четырёхдневной рабочей неделе, включая колл-центр «Simply Business», ресторан «Aizle» в Эдинбурге и фирму «Think Productive». В начале 2019 года благотворительный фон «Wellcome Trust» заявил о переводе всех сотрудников на четырёхдневку, но спустя три месяцев исследования отказался от инициативы. Лейбористская партия Великобритании выразила заинтересованность в переходе на четырёхдневную рабочую неделю членов своей партии и поручила экономисту Роберту Скидельски провести исследование по данному вопросу. После 5 месяцев эксперимента четырёхдневной рабочей недели с одновременным повышением заработной платы, сохранением рабочих часов в юридической фирме «Portcullis Legals» Плимута отмечены повышение производительности труда и удовлетворённость клиентов, снижение уровня стресса.
10 июня 2021 года в Греции прошла 24-часовая общая забастовка против предложений правительства ввести четырёхдневную рабочую неделю. Реформа рынка труда подразумевает введение гибкого графика, который может включать в себя более продолжительную работу в течение четырёх дней и получение продлённых выходных. Профсоюзы опасаются, что этот шаг будет использован работодателями для эксплуатации рабочих, которым будет сложно получить отпуск.
Два масштабных эксперимента по внедрению четырёхдневной рабочей недели без снижения зарплаты, прошедших в период с 2015 по 2019 годы в Исландии, показали эффективность такого режима работы. Для независимой оценки результатов исследования были привлечены эксперты из нескольких крупных организаций. Испытуемые были как из числа сотрудников госсектора, так и из частного сектора и трудились 35-36 часов в неделю вместо 40. Уровень стресса работников снизился, а производительность сохранилась на прежнем уровне или даже возросла; реже фиксировались случаи профессионального выгорания, многим удалось настроить баланс между работой и личной жизнью и научиться лучше распределять своё время. Отдельно исследователи установили, что мужчины стали распределять избыток свободного времени в пользу выполнения семейных обязанностей, благодаря чему домашние дела стали распределяться более равномерно между супругами. Указывается, что среди испытуемых почти не было тех, кому из-за сокращения основного рабочего времени приходилось перерабатывать. Данный эксперимент имел «ошеломительный успех», и с момента его завершения 86 % трудоспособных граждан Исландии либо работают в режиме сокращённой рабочей недели, либо получили право уменьшить количество рабочих часов в неделю. Таким образом, государственный сектор Исландии мог бы стать мировым первопроходцем по вопросу сокращения рабочей недели.
С четырёхдневной рабочей неделей и гибким графиком готовы экспериментировать и в других странах. В Испании правительство согласилось в качестве эксперимента на 3 года сократить рабочие часы до 32-х в неделю без уменьшения зарплаты. В эксперименте должны принять участие порядка 200 компаний и примерно 3-6 тысяч человек. Правительство Японии предложило несколько программ, которые должны убедить компании перейти на четырёхдневную рабочую неделю.

### В России
Исследователи 1970-х годов полагали, что при наметившихся тенденциях в 1980—2000 годах продолжительность рабочего года сократится по меньшей мере до 1100—1350 часов, а типичной рабочей неделей станет 30-часовая четырёхдневка.
В 2014 году Международная организация труда (МОТ) обратилась с предложением ко всем странам, которые в неё входят (Россия в их числе) подумать о переходе на четырёхдневку. Согласно экспертам, идея хороша для экономик с высокой автоматизацией труда. В России производительность низкая, отчего при четырёхдневке придётся трудиться по 10 часов в день. Также есть производства, где такая форма не приживётся. Вице-премьер О. Голодец заявила, что для России вариант четырёхдневки не подходит. Напротив, представители религиозных организаций высказались об идее одобрительно.
В августе 2019 года чиновниками в ряде законотворческих инициатив, касающихся трудового законодательства, был поставлен вопрос о перспективах введения в России четырёхдневной рабочей недели. Вопрос распределения 40-часовой недельной нагрузки (статья 91 действующего Трудового Кодекса РФ) на эти 4 дня остаётся открытым. Учитывая подписанные в сентябре 2019 года Председателем Правительства Д. А. Медведевым «поручения о том, что акты Союза ССР и Российской Федеративной Социалистической Республики должны прекратить действие до конца текущего года, точнее, с 1 января следующего», первый из таких актов декретов Совета народных комиссаров РСФСР от 29.10.1917 «О восьмичасовом рабочем дне» может оказаться в числе этих 20000 нормативов. Таким образом может быть установлена любая норма эксплуатации, когда будет дозволено работать гораздо больше, но расценки повышаться на сверхурочные и на работу в выходные дни не будут.
Под эксперимент опробования четырёхдневной рабочей недели (на сентябрь 2019 года) подпадают 266 предприятия из нацпроекта «Производительность труда и поддержка занятости» (в основном обрабатывающие производства и сельхозпредприятия из 30 регионов страны). По словам заместителя министра экономического развития Петра Засельского, конкретных параметров перехода на четырёхдневную рабочую неделю пока нет. Альтернативой четырёхдневке в ведомстве предложили считать удалённую занятость.
По данным опроса портала HeadHunter, переход на сокращённую рабочую неделю в ближайшие год или два рассматривают только 12 % работодателей, остальные 78 % при таком развитии событий опасаются снижения производительности труда, выгорания и ухудшения трудовой дисциплины. Опрос ВЦИОМ показал, что за сокращение рабочей недели выступила только треть россиян. По мнению директора Института занятости и профессий НИУ ВШЭ Фёдора Прокопова, точно не готовы к сокращению трудовой недели такие службы, как полиция, МЧС, электросетевые компании, поскольку для обеспечения непрерывной работы понадобятся новые сотрудники, а Россия близка к ситуации дефицита рабочей силы. Также учителям и врачам не подходит такая норма, иначе возникнут серьёзные угрозы здоровью и жизни людей, а учебные планы не будут реализованы. Доктор экономических наук, независимый эксперт по социальной политике Андрей Гудков отметил, что введение четырёхдневной рабочей недели окажется невыгодной для всех, кроме чиновников и сотрудников госкорпораций, которые получат лишний выходной.